# Bruno Mantovani
Bruno Mantovani   (Châtillon, 8 d'octubre de 1974) és un compositor francès.
Ha estat guardonat amb els primers premis del Conservatori de París al qual es va incorporar el 1993. La seva tasca ha estat encarregada pel govern francès i per altres organitzacions. El setembre de 2010 va ser designat per al càrrec de director del conservatori de París. És fill del director de música lleugera Annunzio Paolo Mantovani.
Als 37 anys, Bruno Mantovani es va convertir en el director del Conservatori de París. L'octubre de 2018, la seva nova composició Threnos es va estrenar a l'Orquestra Simfònica de Chicago i dirigida per Marin Alsop. El març de 2019, va ser nomenat director musical de l'orquestra contemporània Ensemble, càrrec que començarà el gener del 2020.

## Premis
- 2010 Claudio-Abbado-Kompositionspreis de l'Orchester-Akademie de la Filharmònica de Berlín.